# Semide e Rio Vide
Semide e Rio Vide (oficialmente: União das Freguesias de Semide e Rio Vide) é uma freguesia portuguesa do município de Miranda do Corvo, com 37,3 km² de área e 3337 habitantes (censo de 2021). A sua densidade populacional é 89,5 hab./km².
A esta União de freguesias pertence a aldeia do Senhor da Serra, conhecida pelas romarias ao Santuário do Senhor da Serra.

## História
Foi criada aquando da reorganização administrativa de 2013, resultando da agregação das antigas freguesias de Semide e Rio Vide.
Semide é uma paróquia da diocese de Coimbra, com 26,06 km² de área e que tinha 2863 habitantes registados no censo de 2011. Constituiu o couto de Semide até ao início do século XIX. Tinha, em 1801, 1836 habitantes. Aquando da extinção dos coutos passou a sede de concelho, extinto em 1853. Era constituído pelas freguesias de Semide e Rio Vide. Tinha, em 1849, 3646 habitantes.

## Demografia
A população registada nos censos foi:
| Distribuição da População por Grupos Etários | Distribuição da População por Grupos Etários | Distribuição da População por Grupos Etários | Distribuição da População por Grupos Etários | Distribuição da População por Grupos Etários | Distribuição da População por Grupos Etários |
| -------------------------------------------- | -------------------------------------------- | -------------------------------------------- | -------------------------------------------- | -------------------------------------------- | -------------------------------------------- |
| Antes da agregação                           |                                              |                                              |                                              |                                              |                                              |
| Ano                                          | 0-14 anos                                    | 15-24 anos                                   | 25-64 anos                                   | >= 65 anos                                   | Total                                        |
| 2001                                         | 585                                          | 515                                          | 2025                                         | 765                                          | 3890                                         |
| 2011                                         | 449                                          | 410                                          | 1976                                         | 841                                          | 3676                                         |
| Após a agregação                             |                                              |                                              |                                              |                                              |                                              |
| Ano                                          | 0-14 anos                                    | 15-24 anos                                   | 25-64 anos                                   | >= 65 anos                                   | Total                                        |
| 2021                                         | 334                                          | 319                                          | 1705                                         | 979                                          | 3337                                         |

## Património
- Convento de Santa Maria de Semide
- Parque de merendas do Moinho do Meio
- Praia fluvial de Segade
- Aldeia de Senhor da Serra, com o Santuário do Senhor da Serra
- Viveiros

## Gastronomia
Daqui é originária a chanfana, o negalho, a sopa de casamento e a nabada.